# Felim mac Aeda Ua Conchobair
Fedlimid mac Aeda Ua Conchobair (nommé également Felim) (né vers 1293 – mort le 10 août 1316) fut  roi de Connacht en Irlande de 1310 à 1316.

## Biographie
Felim mac Aedh Ua Conchobair est le fils de  Áed mac Eógain Ua Conchobair, tué lors de la bataille de  Coill an Clochain par Áed Bréifnech mac Cathail Ruaid Ua Conchobair qui règne une année jusqu'à ce que les annales relèvent laconiquement en 1310 que Felim, le fils de Hugh, fils de  Owen O'Conor, assume la succession de son père. En 1315 son parent Ruaidri mac Cathail Ruaid Ua Conchobair  devient à son tour roi de Connacht pour guère plus d'une année 1315-1316 avant que Fedlimid ne retrouve son trône.
A cette époque la rivalité des Ua Conchobair et des Ua Briain dans l'ouest de l'Irlande se trouve exacerbée par l'intervention d'Édouard Bruce qui tente de s'imposer comme « Roi d'Irlande » depuis 1315 dans l'est. De plus le jeune roi de Connacht ambitionne de chasser définitivement les Anglo-Normands du Connacht car il estime que la famille de Bourg, est très affaiblie après la défaite de Richard le Comte Rouge l’année précédente devant les Écossais. Felim est tué le 10 août 1316  lors la Bataille d'Athenry (1316) à la tête d'une grande coalition de gaëls qui devait compter 2.500 hommes, principalement du Connacht, avec ses alliés des  midlands d'Irlande et d'Ulster ainsi Donnchad mac Domnaill Ó Briain qui s'opposait aux anglo-normands commandés par Guillaume de Bourg, dit le Gris, et Richard de Clare mais aussi Muircheartach mac Toirdhelbaich Ó Briain. Il a comme successeur son cousin germain Ruaidri na Fed mac Donnchada

## Postérité
Son fils, Aodh mac Feidhlimidh Ua/Ó Conchobair, devindra ensuite roi de Connacht, ainsi que son petit fils , Toirdhealbhach Ruadh mac Aodha meic Feidhlimidh. Ils seront à l'origine de la lignée des Ua Conchubhair Ruadh                                .

## Sources
- (en) T.W Moody, F.X. Martin, F.J. Byrne A New History of Ireland IX Maps, Genealogies, Lists. A companion to Irish History part II . Oxford University Press réédition 2011  (ISBN 9780199593064). « O'Connors: Ó Conchobhair Kings of Connacht 1183-1474 » p. 223-224 & « O'Connors: Ó Chonchobair, kings de Connacht » généalogie n°28 p. 158.
- (en) Richard Killen, A Timeline of Irish History, Dublin, Gill & Macmillan, 2003 (ISBN 07171-3484-9).
- (en) Goddard Henry Orpen (Introduction de Seán Duffy), Ireland under the Normands 1169-1333, vol. III, Dublin, Four Courts Press (réédition), 2005, 633 p. (ISBN 9781846828188), p. 361-376 The Conquest of Connaught 1224-37 & Tne Sub-infeudation of Connaught, 1237, and Afterwards p.377-393